# 陸政
陸 政（りく せい、生没年不詳）は、北魏から西魏にかけての政治家。本貫は呉郡呉県。

## 経歴
陸政の祖父の陸載は、東晋の劉裕の北伐に従って関中に入り、劉義真とともに長安に駐屯したが、長安が夏の手に落ちると、捕らえられた。北魏の太武帝が夏を平定すると、陸載は北魏に仕えて中山郡太守となった。
孝行で知られた。母は呉の人で、魚を食べるのを好んだが、華北の地には魚が少なく、陸政がいつも苦労して魚を求めた。後に邸のそばに忽然と泉が涌き、泉に魚が泳ぐようになったので、その魚を捕って食膳に供するようになった。当時の人は陸政の孝義心に感じて起こったことだと考え、その泉を孝魚泉と呼んだ。陸政ははじめ爾朱天光に従ったが、爾朱天光が敗死すると、宇文泰に帰順した。宇文泰が行台となると、陸政はその下で行台左丞・原州長史となり、中都県伯の爵位を受けた。西魏の大統年間、死去した。
子に陸通・陸逞があった。